# Chris Johnson (cestista 1985)
Chris Anthony Johnson (Washington, 17 luglio 1985) è un cestista statunitense.

## Palmarès

### Squadra
- Coppa di Croazia: 1

Cedevita Zagabria: 2018

### Individuale
- NBA Development League Defensive Player of the Year Award (2011)
- All-NBDL First Team (2011)